# Bučje (kanton tuzlański)
Bučje – wieś w Bośni i Hercegowinie, w Federacji Bośni i Hercegowiny, w kantonie tuzlańskim, w gminie Čelić. W 2013 roku liczyła 192 mieszkańców, z czego większość stanowili Chorwaci.